# Oenochroma vinaria
Oenochroma vinaria là một loài bướm đêm thuộc họ Geometridae. Nó được tìm thấy ở hầu hết Úc.
Sải cánh dài 50–70 mm.
Ấu trùng ăn Grevillea, Banksia và Hakea.

## Hình ảnh

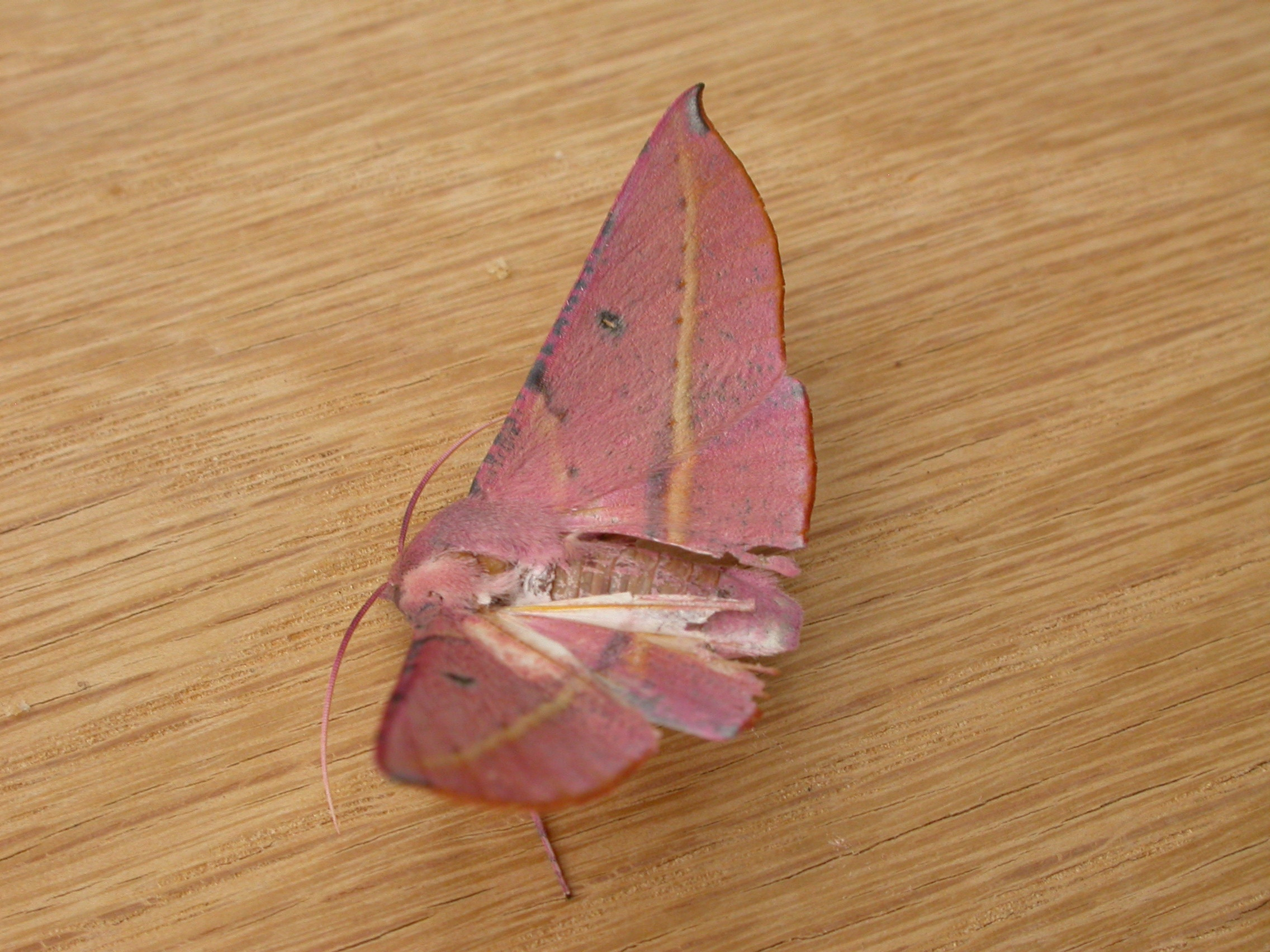
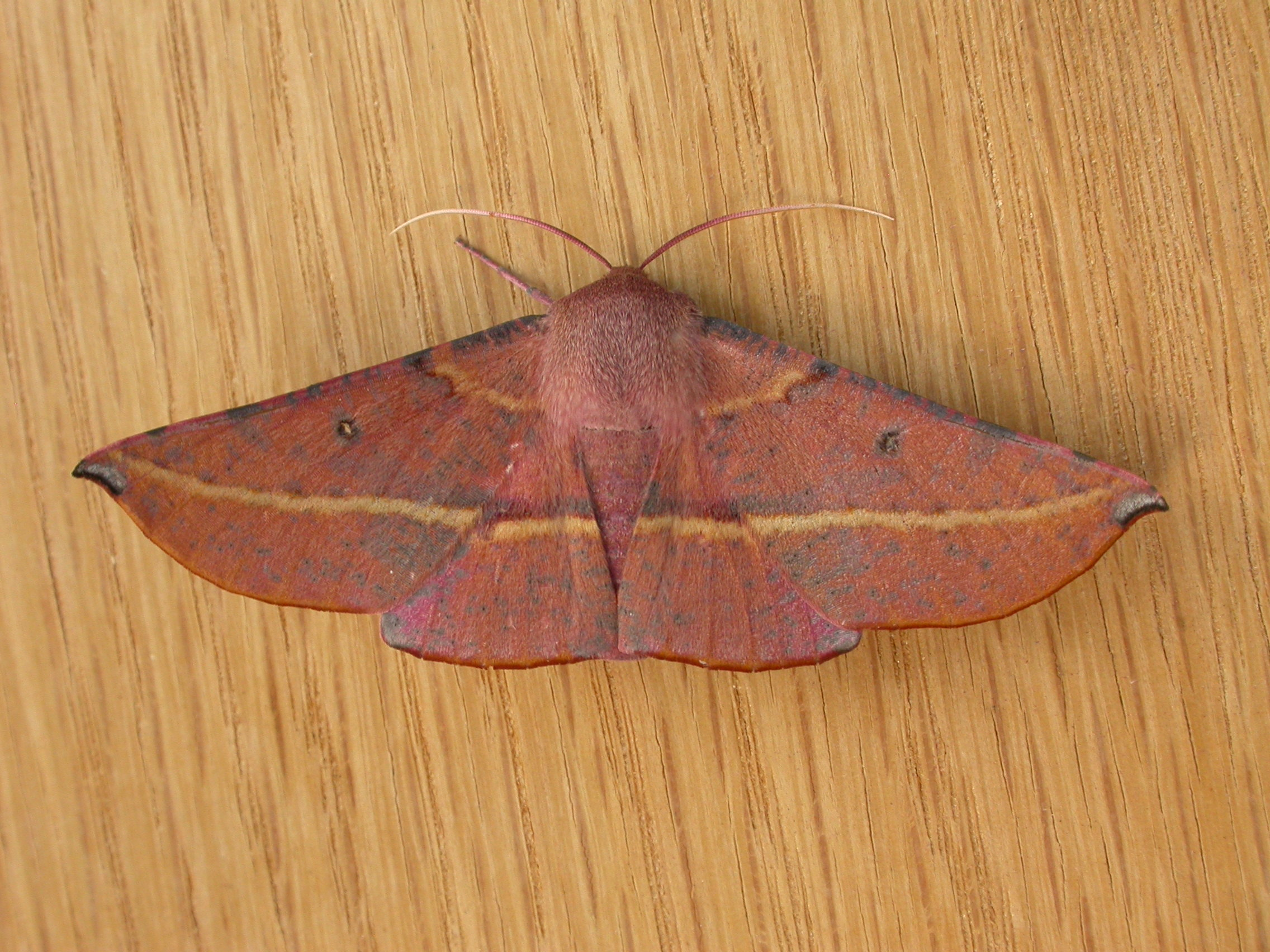
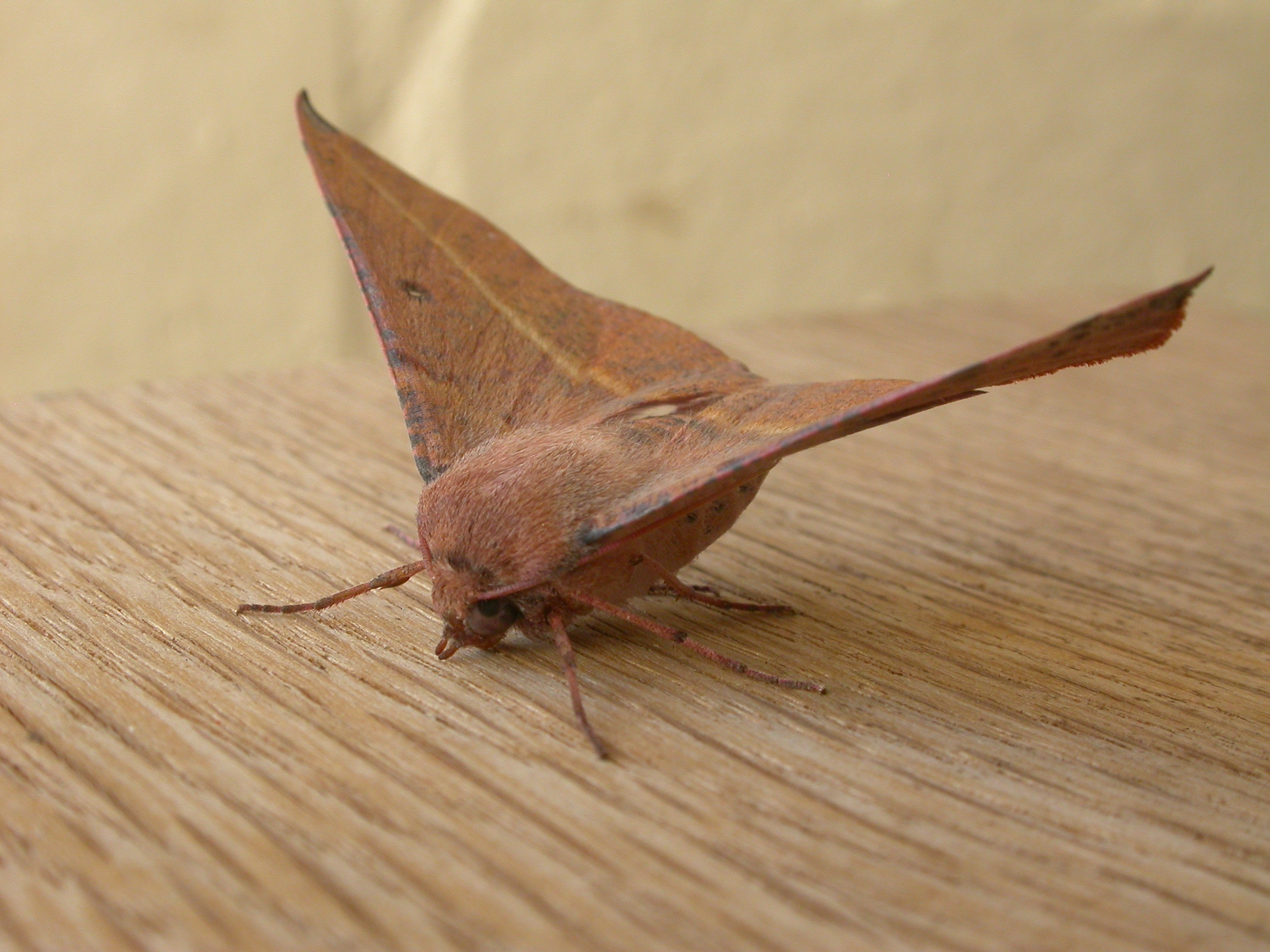
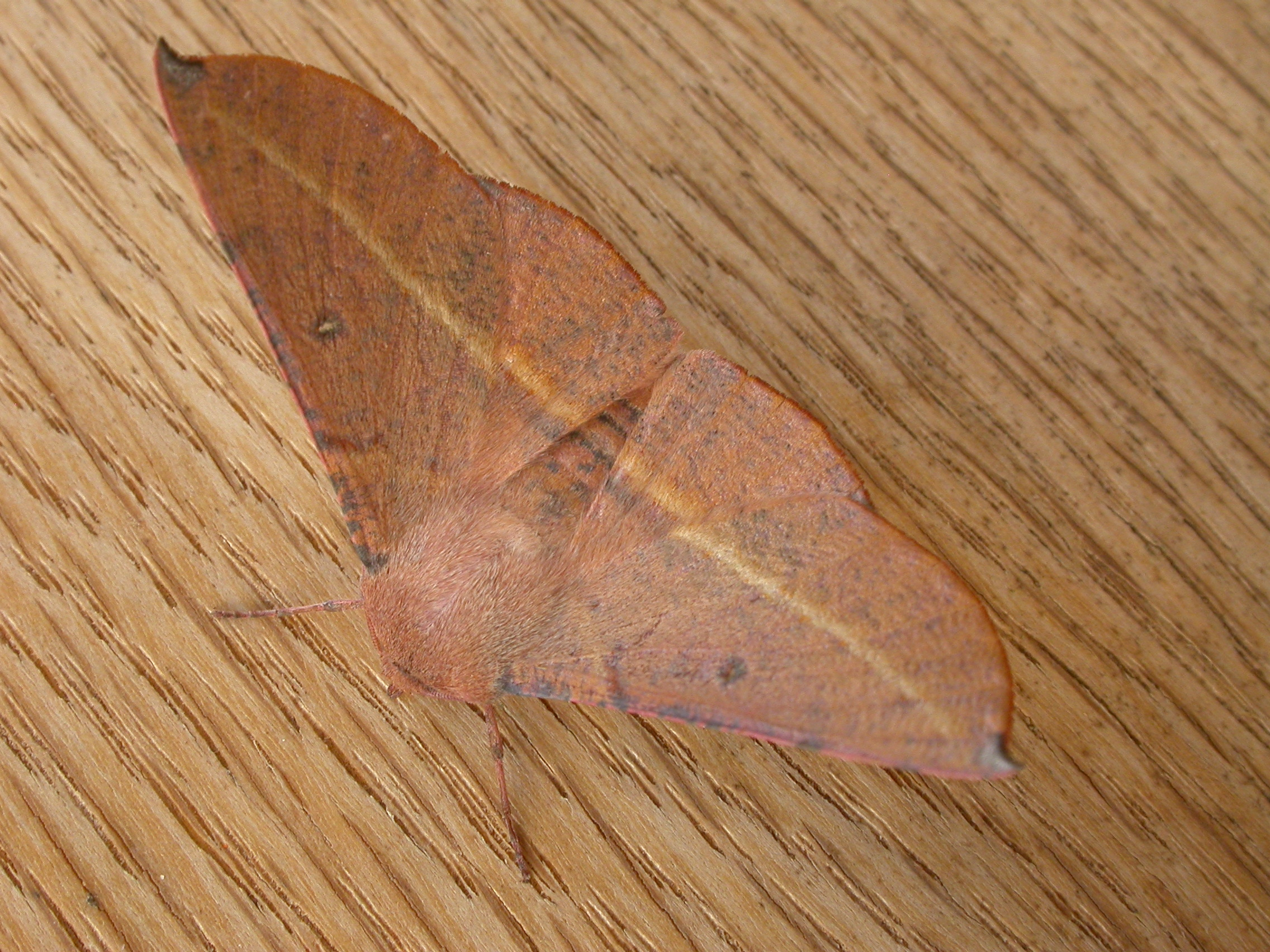